# یخچال صادقیه
یخچال صادقیه مربوط به دوره صفوی است و در تبریز، بازار تبریز، مجموعه بازار صادقیه، یخچال صادقیه واقع شده و این اثر در تاریخ ۲۸ اسفند ۱۳۸۵ با شمارهٔ ثبت ۱۸۹۱۷ به‌عنوان یکی از آثار ملی ایران به ثبت رسیده است.